# Ferenc Kárpáti
Ferenc Kárpáti (* 16. Oktober 1926 in Putnok, Komitat Gömör és Kishont; † 27. September 2013) war ein ungarischer Generaloberst und Politiker der Partei der Ungarischen Werktätigen MDP (Magyar Dolgozók Pártja) sowie schließlich der Ungarischen Sozialistischen Arbeiterpartei MSZMP (Magyar Szocialista Munkáspárt), der unter anderem zwischen 1985 und 1990 Minister für Landesverteidigung war.

## Leben
Kárpáti, dessen Vater als Schuhmachergeselle und Fabrikarbeiter tätig war, nahm 1944 eine Berufstätigkeit als Arbeiter bei der Bergbaugesellschaft Bányaipari Építő Vállalat in seiner Geburtsgemeinde Putnok auf und wurde 1945 Mitglied der Kommunistischen Partei KMP (Kommunisták Magyarországi Pártja) sowie Sekretär der Ungarischen Demokratischen Jugendföderation MADISZ (Magyar Demokratikus Ifjúsági Szövetség) im Komitat Borsod. Im Anschluss wurde er 1947 Mitarbeiter der Kaderabteilung der KMP im Komitat Borsod sowie der aus der KMP 1948 hervorgegangenen Partei der Ungarischen Werktätigen MDP (Magyar Dolgozók Pártja).
Nach einer dreimonatigen Offiziersausbildung an der Offiziersschule des Heeres Lajos Kossuth wurde Kárpáti 1948 zum Leutnant befördert und diente danach bis 1951 an der Offiziersschule der Infanterie in Pécs. Nach einer weiteren Ausbildung an der militärpolitischen Abteilung der Artillerieschule wurde er 1953 stellvertretender Kommandeur und Leiter der Politischen Verwaltung einer Brigade. 1955 begann er eine weitere Ausbildung an der Militärpolitischen Lenin-Akademie, die er jedoch im Oktober 1956 wegen des Volksaufstandes abbrechen musste.
Nachdem Kárpáti zwischen Dezember 1956 und März 1957 Mitarbeiter des Ministeriums für Landesverteidigung war, wurde er Leiter der Ausbildungsabteilung an der Militärakademie Miklós Zrínyi und danach 1958 Erster Sekretär der MSZMP-Parteileitung der Ungarischen Volksarmee (Magyar Néphadsereg). Während dieser Zeit wurde er am 24. November 1962 auf dem VIII. Parteikongress zunächst Kandidat sowie anschließend am 3. Dezember 1966 auf dem IX. Parteikongress Mitglied des Zentralkomitees (ZK) der MSZMP, dem er bis zum 22. März 1985 angehörte. Zugleich war er auch Mitglied der Zentralen Parteikontrollkommission der MSZMP und wurde 1963 zum Oberst (Ezredes) befördert.
Am 19. Dezember 1970 wurde Kárpáti, der 1971 seine Beförderung zum Generalmajor (Vezérőrnagy) erhielt, Leiter der Politischen Hauptverwaltung der Volksarmee sowie Vize-Minister für Landesverteidigung. Am 25. April 1971 erfolgte seine erstmalige Wahl zum Abgeordneten des Parlaments (Országgyűlés) und vertrat dort zunächst den 29. Wahlkreis des Komitat Pest sowie anschließend zwischen dem 15. Juni 1975 und dem 16. März 1990 den 7. Wahlkreis des Komitat Pest. 1979 wurde er zum Generalleutnant (Vezérőrnagy) befördert.
Nach dem Tod von Armeegeneral István Oláh am 15. Dezember 1985 wurde er am 30. Dezember 1985 als dessen Nachfolger Minister für Landesverteidigung (Honvédelmi Miniszter) im Kabinett von Ministerpräsident György Lázár. Er bekleidete dieses Amt auch in der Regierung von Ministerpräsident Károly Grósz sowie der Regierung von Ministerpräsident Miklós Németh bis zum 23. Mai 1990. Im Dezember 1989 erfolgte seine Beförderung zum Generaloberst (Vezérezredes).